# Marianne Rokne
Marianne Rokne (* 9. März 1978 in Bergen, Norwegen) ist eine ehemalige norwegische Handballspielerin, die für die norwegische Nationalmannschaft auflief.

## Karriere

### Im Verein
Rokne begann das Handballspielen im Alter von 10 Jahren in ihrer Geburtsstadt bei Tertnes IL. Mit Tertnes stand die Rückraumspielerin in der Saison 1999/2000 im Finale des EHF-Pokals, das gegen die spanische Mannschaft El Ferrobús Mislata verloren wurde. Im März 2003 wurde ihr Wechsel zum dänischen Erstligisten Skovbakken/Brabrand zur Saison 2003/04 bekannt. Als sie wechselte, benannte sich der Verein in SK Aarhus um.
Nachdem SK Arhus 2005 abstiegen war, schloss sich Rokne dem dänischen Erstligisten Aalborg DH an. In ihrer ersten Saison erreichte sie das Halbfinale der EHF Champions League. Vor dem Halbfinale kehrte sie nicht von einem Lehrgang der Nationalmannschaft zurück und kündigte an, nicht mehr für den Verein auflaufen zu wollen. Nach Rechtsstreitigkeiten gab ein Gericht in Aalborg ihr recht und ihr Spielervertrag mit Aalborg DH wurde aufgelöst, da der Verein eine vertraglich festgelegte Gehaltserhöhung für die Teilnahme an der Weltmeisterschaft 2005 nicht bezahlen wollte. Daraufhin unterschrieb sie 2006 einen Vertrag bei GOG Svendborg TGI. Die drei Spielzeiten, die sie für GOG auflief, waren von Verletzungen geprägt. Anschließend kehrte sie zu Tertnes IL zurück. Im Oktober 2010 gab Rokne ihre Schwangerschaft bekannt, weshalb sie bis zum Saisonende 2010/11 pausierte. Nach der Saison 2011/12 verließ sie Tertnes.

### In der Nationalmannschaft
Rokne bestritt 17 Länderspiele für die norwegische Jugendnationalmannschaft sowie 28 Länderspiele für die norwegische Juniorinnennationalmannschaft. Am 2. Juli 1998 gab sie ihr Debüt für die norwegische A-Nationalmannschaft. Mit Norwegen gewann sie ein Jahr später die Goldmedaille bei der Weltmeisterschaft. Bei den Olympischen Spielen 2000 in Sydney folgte die Bronzemedaille. Im darauffolgenden Jahr errang sie die Silbermedaille bei der Weltmeisterschaft. Nachdem Rokne ab dem Sommer 2002 kein Länderspiel für Norwegen mehr bestritten hatte, kehrte sie kurz vor der Weltmeisterschaft 2005 wieder in das norwegische Aufgebot zurück. 2006 feierte sie mit der Goldmedaille bei der Europameisterschaft ihren letzten Erfolg im Nationaltrikot.